# Palazzo ex-Nuova Italia
Il palazzo ex-Nuova Italia si trova a Firenze in via Giacomini 8. Fu costruito per la casa editrice La Nuova Italia dall'architetto Edoardo Detti tra il 1968 e il 1972, ed è uno dei migliori esempi di architettura moderna della seconda metà del XX secolo a Firenze. Oggi ospita gli uffici della prefettura.

## Storia

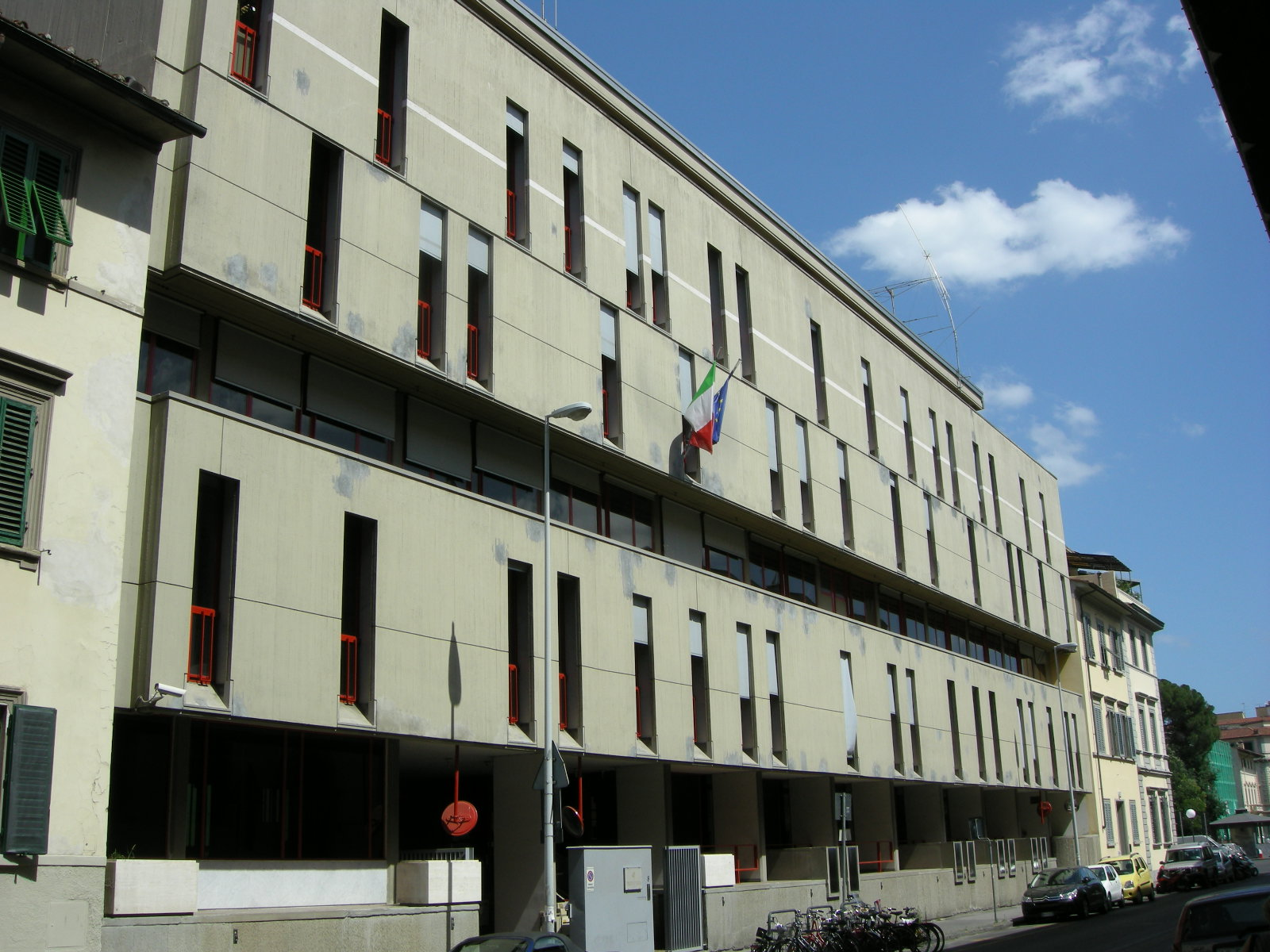
Veduta laterale

L'opera fu commissionata a Detti dalla famiglia Codignola, all'epoca proprietaria della casa editrice, alla quale l'architetto era legato da lunga amicizia. I progetti furono avviati a partire dal 1968 con la speciale consulenza di Carlo Scarpa e con la collaborazione di Luigi Caldarelli, Gianfranco Dallerba e Paolo Donati. Nei quattro anni necessari alla messa a punto definitiva del progetto, concluso soltanto nel 1972, furono apportate numerose varianti dettate dall'esigenza di definire al meglio l'impianto ed i particolari architettonici. Molte soluzioni furono poi riviste in corso d'opera giacché, essendo anche direttore dei lavori, Detti poté coordinare al meglio le imprese artigiane - con le quali aveva già in precedenza collaborato - incaricate di realizzare le opere in legno, in ferro, in pietra, in marmo e le finiture delle pareti.
Dopo essere stato sede della IBM, l'edificio ospita oggi gli uffici della prefettura.

## Contesto urbanistico
Il complesso è situato in un isolato caratterizzato da un'edilizia dei primi del Novecento e è delimitato a ovest dalla via Giacomini e a est dalla via Fattori, inclinata rispetto alla prima. Il diverso carattere dei due affacci - più rappresentativo quello sulla prima che conduce a piazza Savonarola, minore quello sulla via Fattori sulla quale emergono i retri del palazzo della Sip - è stato tradotto dall'autore in maniera differenziata: il corpo ovest si allinea con gli altri edifici, senza soluzione di continuità; il corpo est se ne distacca invece tramite due passaggi, conducenti l'uno alla rampa di accesso al garage e l'altro alla corte giardino. Proprio quest'ultimo tema costituisce un elemento determinante nella conformazione dell'edificio giacché il centrale cedro del Libano, preesistente rispetto alla costruzione, ha svolto un ruolo cardine in alcune scelte di progetto, non ultima quella di edificare i bordi dell'isolato e lasciare aperta e fruibile la parte centrale.

## Architettura

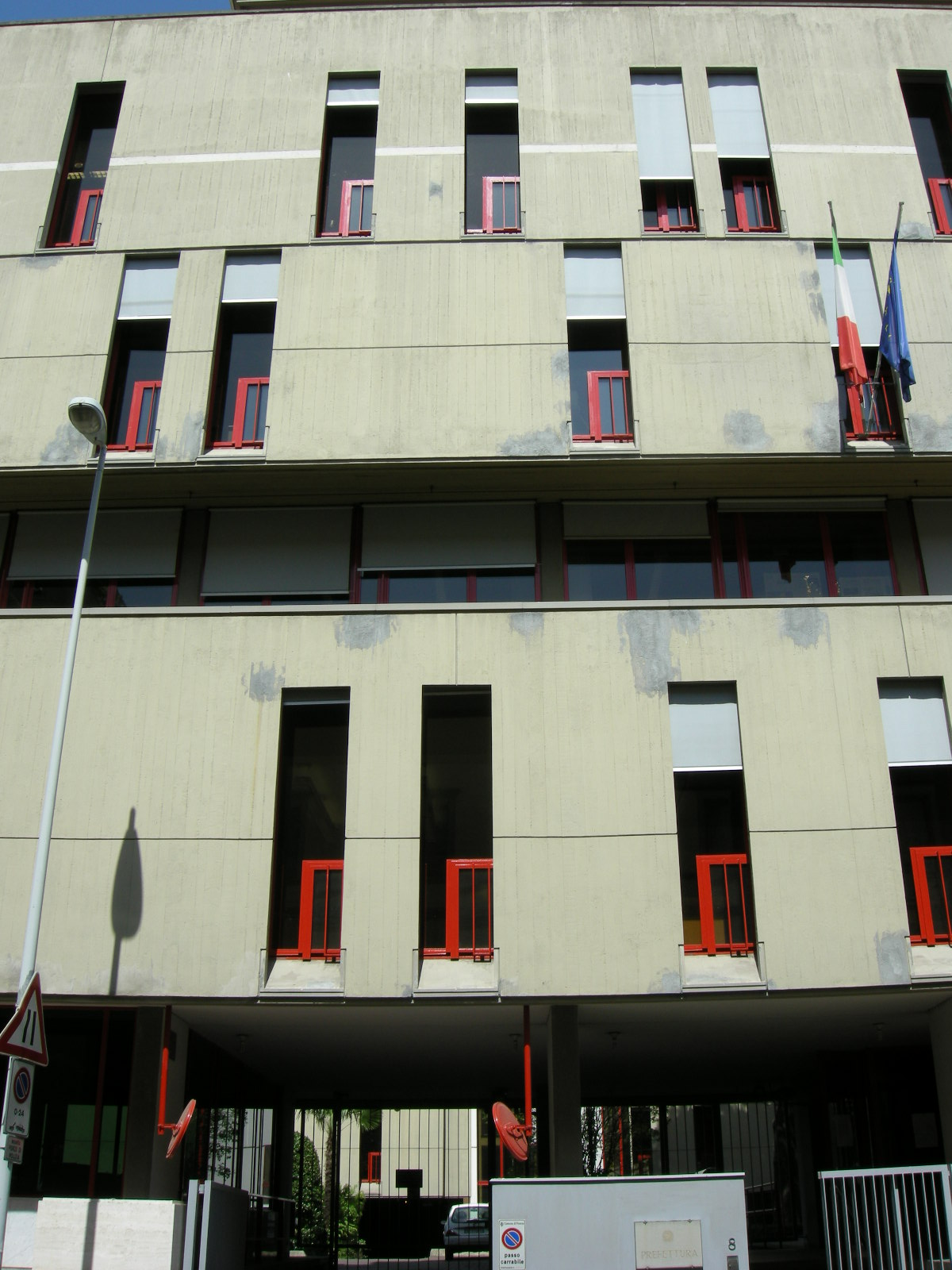
Dettaglio della facciata

L'edificio si compone di due corpi, allineati con il fronte stradale e caratterizzati da una volumetria compatta.
Il corpo su via Giacomini si sviluppa su 6 piani più uno seminterrato ed ha una pianta rettangolare dalla quale emerge, con valenza di appendice generatrice dell'intero sistema, la cellula semicircolare del corpo scale. Il fronte principale è scandito da una teoria di fasce orizzontali, disposte in modo tale da garantire l'alternanza di corpi aggettanti ed arretrati: al piano terra il basamento in pietra ed il portico semitrasparente della zona di accesso (dal quale si fruisce una parziale ed interessante visione del retrostante giardino) sono scanditi dal modulo regolare dei pilastri a pianta rettangolare e dai corpi emergenti delle luci dei sottostanti garage che si configurano come delle steli lapidee; ai piani primo, terzo e quarto la cortina muraria in cemento a vista, sporgente rispetto ai fronti degli edifici attigui, è ritmata dai tagli rettangolari delle finestre, disassate le une rispetto alle altre; al secondo piano la muratura arretra sino a combaciare con l'asse dei pilastri, definendo così una loggia vetrata; il sesto piano è fortemente arretrato rispetto ai sottostanti, tanto che risulta sostanzialmente invisibile dalla sede stradale. Sul retro la medesima partitura è polarizzata dal volume semicilindrico della scala, caratterizzato da luci a forma di losanga (soluzione questa già sperimentata da Detti e Scarpa nel cortile del Minerva).
Il corpo su via Fattori si sviluppa su 3 piani fuori terra più uno seminterrato e presenta una pianta più articolata ed un volume compatto, scandito al centro dal volume semitrasparente del corpo scala: il fronte principale è caratterizzato al piano terra da una sorta di basamento, interrotto dai cancelli per gli accessi meccanizzati, ed ai piani superiori dalla medesima cortina muraria conseguita tramite la sovrapposizione di piani orizzontali, l'ultimo dei quali arretrato rispetto ai sottostanti.
Benché fisicamente separati, i due edifici costituiscono tuttavia un'unità architettonica grazie all'uso dei medesimi moduli geometrici per le aperture e degli stessi materiali: per la muratura cemento a vista segnato da linee orizzontali, fungenti da fasce marcapiano e marcadavanzale, e concluso agli ultimi piani da una fascia continua in intonaco bianco; per gli infissi alluminio di colore rosso.

## Il giardino interno

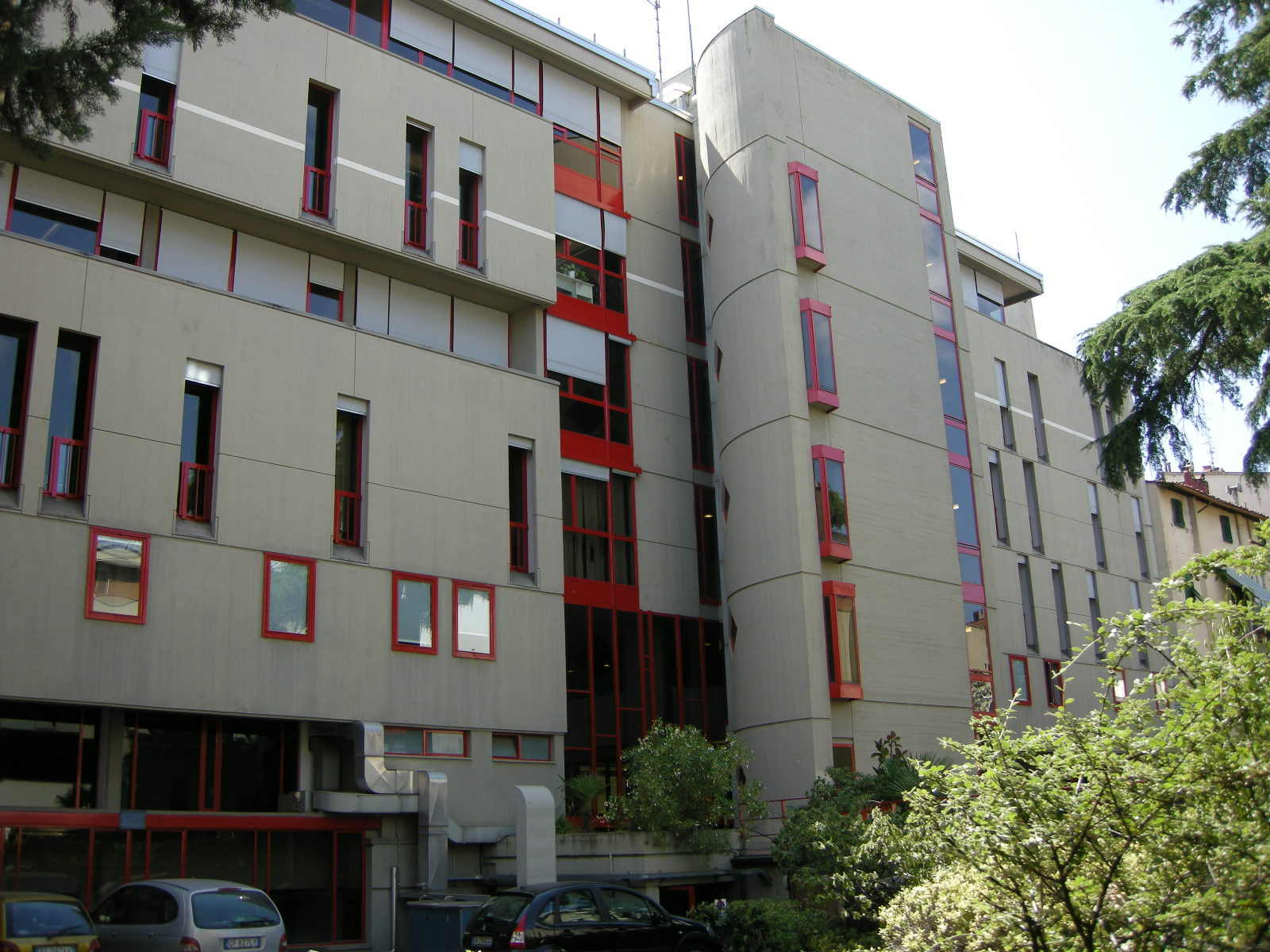
Lato sul giardino

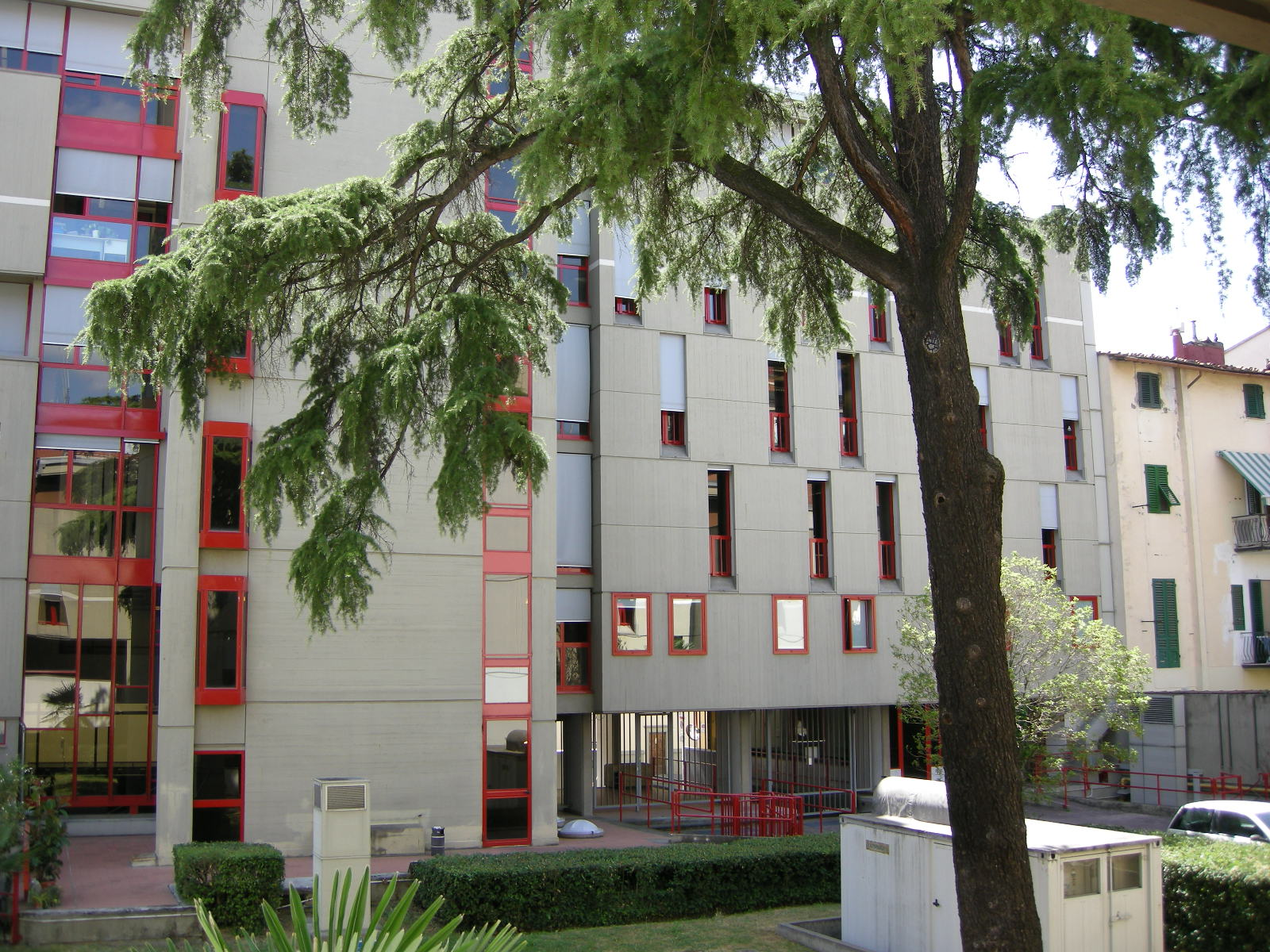
Lato sul giardino

Il giardino interno si articola su diverse quote in modo da coniugare i differenti livelli dei porticati degli edifici, trasformando elementi meramente funzionali, quali le rampe di discesa e le bocche di aerazione del livello seminterrato, in episodi plastici perfettamente inseriti nell'impianto.

## Fortuna critica
La sorte critica di questo edificio è comune a tutte le opere di Detti, assai poco considerate dagli studiosi a causa anche della scarsa capacità dell'architetto nel divulgare la propria opera. Nei pochi giudizi formulati dagli storici dell'architettura su questo edificio, si sottolinea la raggiunta maturità nell'utilizzo delle forme e dei materiali determinata in massima parte dall'affinità con il mito scarpiano (Polano, 1991).